# Franz Kleber
Franz Kleber (Múnich, 4 de marzo de 1942) es un deportista alemán que compitió en skeleton. Ganó una medalla de plata en el Campeonato Europeo de Skeleton de 1982.

## Palmarés internacional
| Campeonato Europeo | Campeonato Europeo | Campeonato Europeo | Campeonato Europeo |
| Año                | Lugar              | Medalla            | Prueba             |
| ------------------ | ------------------ | ------------------ | ------------------ |
| 1982               | Königssee (RFA)    | Medalla de plata   | Individual         |